# John Petrucci
John Peter Petrucci (Nova Iorque, 12 de julho de 1967) é um guitarrista norte-americano, um dos fundadores da banda de metal progressivo Dream Theater junto com o baterista da banda Mike Portnoy e o baixista John Myung.

## Biografia
John Peter Petrucci tocou guitarra pela primeira vez aos oito anos quando ele percebeu que sua irmã, que na época tocava órgão, podia ficar acordado até mais tarde para praticar. Entretanto, seu plano de passar da hora de dormir não durou muito e ele desistiu do instrumento. Aos 12 anos ele começou a tocar novamente quando foi convidado a entrar na banda de seu amigo Kevin Moore, que mais tarde se tornaria o primeiro tecladista do Dream Theater. John começou a praticar intensamente. Foi, em grande parte, auto-didata, e desenvolveu suas habilidades tentando imitar seus ídolos, que incluem Steve Morse, Steve Howe, Steve Vai, Stevie Ray Vaughan, Al Di Meola, Alex Lifeson, Allan Holdsworth, David Gilmour e Dave Murray. John costuma brincar e diz que seus ídolos são "os Steves e os Als".
John Petrucci prestou exames e entrou para a Berklee College of Music em Boston com seu amigo de infância John Myung, baixista. Lá eles encontrariam Mike Portnoy, com quem formariam a banda Majesty, que mais tarde se tornaria o Dream Theater.
Embora o Dream Theater seja a banda com a qual Petrucci é mais frequentemente associado, ele também faz parte do projeto Liquid Tension Experiment e apareceu como convidado em várias gravações de outros artistas, como no álbum Age of Impact do Explorer Club.
John fez uma video-aula de guitarra, "Rock Discipline", onde ele apresenta exercícios de aquecimento, exercícios para evitar lesões enquanto toca, palhetada alternada, palhetada sweep, acordes e outras técnicas para o desenvolvimento de habilidades com a guitarra. Ele também tem um livro intitulado "Guitar World presents John Petrucci's Wild Stringdom", que é uma compilação de colunas escritas por ele para a revista Guitar World, com o mesmo título.
Em 2001 ele foi convidado por Joe Satriani e Steve Vai para sair em turnê com o popular G3, que o expôs a um grande número de novos fãs e o inspirou a gravar um álbum solo. Suspended Animation foi lançado em 1 de março de 2005 e foi vendido pelo seu site. John Petrucci também participou das turnês do G3 em 2005, 2006 e 2007.
John também escreveu e gravou duas músicas instrumentais para um jogo do Sega Saturn intitulado Digital Pinball: Necronomicon. Cada faixa tem cerca de 2 minutos e são simplesmente intituladas "Prologue" ("Prólogo") e "Epilogue" ("Epílogo"). John é um ávido jogador de Sega Saturn, e revelou em entrevistas que nunca sai em turnê sem ele.[carece de fontes?]
Jordan Rudess, companheiro de banda no Dream Theater, afirmou que Petrucci é católico praticante. John é casado com Rena Sands, guitarrista da banda feminina de heavy metal Meanstreak, e eles têm 3 filhos: SamiJo e Reny (gêmeos) e Kiara. Ele também é um ávido fã de fisiculturismo e dedica grande parte de seu tempo à musculação.

## Técnica
Petrucci é respeitado por sua variedade de estilos e habilidades. Uma de suas habilidades mais notáveis é a alta velocidade na palhetada alternada chegando até 320 bpm, como ele mesmo afirma, requer um senso de força de sincronização entre as duas mãos.

## Equipamentos
Guitarras
- 1x Musicman JP BFR Rubyburst Baritone
- 1x Musicman JP BFR Walnutburst Baritone
- 1x Musicman JP Stealth 7 String
- 1x Musicman JP BFR Blackburst 7 String
- 1x Musicman JP BFR Tobaccoburst
- 1x Musicman JP BFR Dargie Delight II
- 1x Musicman JP BFR Silverburst
- 1x Musicman JP BFR Cherryburst
- 2x Musicman JP BFR Blackburst
- 1x Musicman JP BFR Rubyburst
- 1x Musicman JP Blue Sparkle Doubleneck

Amplificadores e Efeitos
- 3x Mesa Boogie Mark V amps
- 1x Voodoo Labs GCX Switcher (for amp input and channel select)
- 1x Korg DTR 2000 Rack Tuner
- 1x Dunlop DSR-2SR Rack Wah system with 2 Controllers
- 1x Mesa Boogie High Gain Amp Switcher
- 1x TC Electronics C400XL Compressor/ Gate
- 1x Keeley Modded Tube Screamer
- 1x MXR EVH Flanger
- 1x MXR EVH Phaser
- 1x Digital Music Corp. System Mix Line Mixer
- 1x TC Electronics 1210 Spatial Expander/ Stereo Chorus/ Flanger

Outros
- 3x Axess Electronics GRX4 Audio Switchers for Pedal and Effects switching
- 1x Axess Electronics CRX4 Control Function Switcher
- 1x Furman Aura Pedal for Acoustic
- 1x Radial DI Box for Acoustic to PA system

Pedais
- 1x Axess Electronics FX-1 Midi Foot Controller w/ expander
- 1x Dunlop DCR-IFC Wah Controller
- 1x Ernieball 25k Stereo Volume Pedal
- 1x Boss TU-2 Tuner

Gabinetes
- 8x Mesa Boogie Traditional Rectifier 4X12 Cabinets with Celestion Vintage 30 speakers and custom grills

Captadores
- DiMarzio Crunch Lab (Bridge)
- DiMarzio LiquiFire (Neck)

## Discografia
| Banda                         | Álbum                                            | Ano  |
| ----------------------------- | ------------------------------------------------ | ---- |
| Vários                        | Guitar Battle                                    | 1989 |
| Dream Theater                 | When Dream and Day Unite                         | 1989 |
| Dream Theater                 | Images and Words                                 | 1992 |
| Dream Theater                 | Live at the Marquee                              | 1993 |
| Dream Theater                 | Awake                                            | 1994 |
| Dream Theater                 | A Change of Seasons (EP)                         | 1995 |
| Vários                        | Tributo ao Rush, Working Man                     | 1996 |
| Dream Theater                 | Falling Into Infinity                            | 1997 |
| Vários                        | Tributo ao Queen, Dragon Attack                  | 1997 |
| Liquid Tension Experiment     | Liquid Tension Experiment 1                      | 1998 |
| Dream Theater                 | Once in a LIVEtime                               | 1998 |
| Explorer's Club               | Age of Impact                                    | 1998 |
| John Finn Group               | Wicked                                           | 1998 |
| Liquid Tension Experiment     | Liquid Tension Experiment 2                      | 1999 |
| Dream Theater                 | Metropolis Pt. 2: Scenes from a Memory           | 1999 |
| John Petrucci e Jordan Rudess | An Evening with John Petrucci and Jordan Rudess  | 2000 |
| Jordan Rudess                 | Feeding the Wheel                                | 2001 |
| Dream Theater                 | Live Scenes From New York                        | 2001 |
| Dream Theater                 | Six Degrees of Inner Turbulence                  | 2002 |
| Dream Theater                 | Train of Thought                                 | 2003 |
| Dream Theater                 | Live at Budokan                                  | 2004 |
| John Petrucci                 | Suspended Animation                              | 2005 |
| Dream Theater                 | Octavarium                                       | 2005 |
| G3                            | G3: Live in Tokyo                                | 2005 |
| Dream Theater                 | Score 20th Anniversary World Tour                | 2006 |
| Derek Sherinian               | Blood of the Snake                               | 2006 |
| Dream Theater                 | Systematic Chaos                                 | 2007 |
| Dream Theater                 | Greatest Hit (...and 21 Other Pretty Cool Songs) | 2008 |
| Dream Theater                 | Black Clouds & Silver Linings                    | 2009 |
| Dream Theater                 | A Dramatic Turn of Events                        | 2011 |
| Dream Theater                 | Dream Theater                                    | 2013 |
| Dream Theater                 | Breaking The Fourth Wall                         | 2014 |
| Dream Theater                 | The Astonishing                                  | 2016 |
| Dream Theater                 | Distance Over Time                               | 2019 |
| John Petrucci                 | Terminal Velocity                                | 2020 |